# Choctaw II (schip, 1974)
De Choctaw II was een halfafzinkbare pijpenlegger en kraanschip van Santa Fe. Het werd in 1974 bij Blohm + Voss gebouwd. Het ontwerp voorzag in een kraan van 800 shortton, maar die werd pas later geplaatst. Het was de eerste pijpenlegger met drie spanrollen (tensioners), deze waren van Western Gear Model LPT-80. Waar de Choctaw I de pijpenlegstraat nog aan stuurboord had, was deze bij de Choctaw II midscheeps gesitueerd.
De eerste opdracht was het leggen van de Norpipe van Ekofisk naar Emden met de Choctaw I en de Cherokee. Op 20 oktober 1974 kwam de Choctaw II in aanvaring met de Hembrug. Dit was aanleiding om de Hemtunnel te bouwen.
Het kreeg daarna een Clyde Whirley Model 52 van 600 shortton zwenkend en 750 shortton vast.
In 1979 nam Brown & Root het beheer over en kocht het schip in 1981, waarna het eerst als BAR 423 en daarna DLB 423 voer. Brown & Root had begin jaren 1970 een dominante positie op de Noordzee in de offshoreconstructie, maar was met pontons blijven werken die aanmerkelijk minder werkbare dagen hadden op de ruwe Noordzee. Met de Choctaw II moest daar verandering in komen en zo werd in 1982 de ook halfafzinkbare Semac I overgenomen.
In 1990 nam OPI het schip over en in 1992 ging OPI een joint-venture aan met  Hyundai Heavy Industries Offshore Construction als Offshore Hyundai International. Hyundai nam daarbij de DLB 423, de OPI-319 en de LB-289 over. De DLB 423 werd daarna de OHI 423 en in 1996 Hyundai 423.